# Меджидов, Мурад Гасанович
Мурад Гасанович Меджидов (16 мая 1981, с. Урхнища, Дахадаевский район, Дагестанская АССР, РСФСР, СССР) — российский армрестлер, призёр чемпионата мира.

## Спортивная карьера
Армрестлингом занимается с 1998 года. В 2005 году на чемпионате мира в Токио (Япония) завоевал серебряную медаль на правой руке в весовой категории до 55 кг.

## Личная жизнь
В 1997 году окончил среднюю школу в селе Урхнища. В 2006 году окончил Северо-Кавказский филиал Российской правовой академии Министерства юстиции Российской Федерации в Махачкале.